# اریک رایتر
اریک رایتر (انگلیسی: Eric Reverter؛ زادهٔ ۷ ژانویهٔ ۱۹۹۲) بازیکن فوتبال اهل اسپانیا است.
از باشگاه‌هایی که در آن بازی کرده‌است می‌توان به باشگاه فوتبال سابادل اشاره کرد.